# Yeni Malatyaspor
O Yeni Malatyaspor (em português, Novo Malatyaspor) é um clube profissional de futebol turco com sede na cidade de Malatya, capital da província homônima, fundado originalmente em 1986 como Malatya Belediyespor e rebatizado com a atual denominação em 2012 em alusão à falência do tradicional clube da cidade, o Malatyaspor, que atualmente joga nas Ligas Regionais Amadoras.
Suas cores oficiais são o amarelo e o preto. Atualmente disputa a Süper Lig.
Manda seus jogos no recém-construído Novo Estádio de Malatya, com capacidade para 27,044 espectadores.[carece de fontes?]

## Títulos
- Terceira Divisão Turca (2): 1998–99 e 2014–15 (Grupo Branco)

- Quarta Divisão Turca (1): 2009–10

### Campanhas de Destaque
- 3º colocado na Terceira Divisão Turca (1): 2012–13 (Grupo Branco)

- Vice–Campeão da Segunda Divisão Turca (1): 2016–17
- Copa da Turquia (semifinalista): 2018–19

## Elenco atual
Atualizado em 19 de outubro de 2020.